# 劉經 (弘治進士)
劉經（1464年—？），字貞甫，山東東昌府高唐州恩縣人，民籍，明朝政治人物。

## 生平
弘治五年（1492年）壬子科山東鄉試第二十八名舉人，十五年（1502年）中式壬戌科會試第一百五十八名，三甲第二十三名進士。授永嘉縣知縣，正德三年（1508年）七月升江西道監察御史，丁憂，服闋，六年（1511年）起為大理寺右寺副，十一年（1516年）二月錄囚山西，九月出為陝西按察司僉事，嘉靖三年（1524年）被四川道監察御史盧問之論劾侵盜邊銀，謫戍邊。

## 家族
曾祖劉定；祖父劉逸，主簿；父劉瑛。前母程氏；母徐氏。嚴侍下。弟劉紳。